# Mircea Basarab
Mircea Basarab (n. 4 mai 1921, București — d. 29 mai 1995, București) a fost un dirijor, compozitor și profesor universitar român.

## Studii
A urmat Conservatorul din București în anii 1940–1948 (după alte surse, doar până în 1947). Aici i-a avut ca profesori pe Mihail Jora (armonie, contrapunct și compoziție), George Breazul (teorie și solfegiu), Constantin Brăiloiu (folclor și istoria muzicii), Ioan D. Chirescu, Vasile Popovici și Ion Ghiga.
A studiat în paralel și Academia de Comerț din București, pe care a absolvit-o în 1945.

## Activitate
A debutat în compoziție la sfârșitul anilor 1940. A scris lucrări pentru orchestră, printre care se numără două concerte, pentru vioară (1952) și pentru oboi (1960), muzică de cameră, piese vocale și muzică de film.
Și-a început cariera pedagogică în 1951 la Conservatorul din București, unde a predat până în 1964 cursuri de orchestrație, citire de partituri și dirijat orchestral în calitate de lector, asistent și apoi profesor asociat.
În 1953 a dirijat Ansamblul Consiliului Popular din București. Un an mai târziu, a fost numit dirijor permanent al Filarmonicii de Stat „George Enescu” din București, funcție pe care a avut-o până în 1986, la pensionare. Din 1964 a fost timp de cinci ani directorul aceleiași filarmonici. A participat alături de orchestre românești și din străinătate la peste 75 de turnee, desfășurate în țări precum Argentina, Austria, Belgia, Franța, Germania, Italia, Irlanda, Japonia, Luxemburg, Regatul Unit ș.a.
A fost membru în juriile unor festivaluri muzicale din România și de peste hotare. A publicat articole și a prezentat emisiuni radiofonice și de televiziune.

## Distincții
- 1957 – Ordinul Muncii clasa a III-a „pentru merite deosebite în activitatea artistică”[2]
- 1959 – Ordinul Muncii clasa a II-a „pentru activitate rodnică în dezvoltarea științei și culturii din Republica Populară Romînă”[3]
- 1962 – titlul de Artist Emerit „pentru realizări valoroase în domeniul artistic”[4]
- 1962 – Premiul de Stat[5]
- 1964 – titlul de Maestru Emerit al Artei din Republica Populară Romînă „pentru merite deosebite în activitatea desfășurată în domeniul teatrului, muzicii, artelor plastice și cinematografiei”[6]
- 1966 – Ordinul „Meritul Cultural” clasa a II-a „pentru merite deosebite în activitatea literară, artistică și de răspîndire a culturii naționale, cu prilejul Centenarului Academiei Republicii Socialiste România”[7]
- 1968 – Ordinul „Meritul Cultural” clasa I „cu prilejul împlinirii a 100 de ani de la înființarea Filarmonicii «George Enescu» din București, [...] pentru activitate îndelungată și merite deosebite în activitatea muzicală”[8]

## Lucrări

### Muzică simfonică
- Triptic simfonic (1949)
- Simfonieta (1950)
- Concert pentru vioară și orchestră (1952)
- Rapsodie pentru orchestră (1954–5)
- Variațiuni simfonice (1957)
- Divertisment pentru orchestră de coarde (1958–9)
- Concert pentru oboi și orchestră (1960)

### Muzică de cameră
- Nocturnă și scherzo pentru pian (1946)
- Divertisment pentru baterie, clarinet și pian (1955)

## Partituri
- Concert pentru vioară și orchestră (1963, reducție pentru vioară și pian). Editura Muzicală, București

## Discografie

### Dirijor
- Luigi Boccherini (1967). Concert pentru violoncel și orchestră în si bemol major, Electrecord ECE 0328
- Piotr Ilici Ceaikovski (1972, reeditat). Simfonia nr. 6 în si minor, op. 74 „Patetica”, Electrecord ECE 0735
- Paul Constantinescu (1977, reeditat). Oratoriul bizantin nr. 1 (redenumit Oratoriul bizantin de Crăciun în edițiile de după 1989), Electrecord ECE 01308 și 01309 (dublu album)

### Compozitor
- Rhapsodies from Romania (1993), Electrecord – Rapsodie pentru orchestră